# 马赛奥斯定会教堂

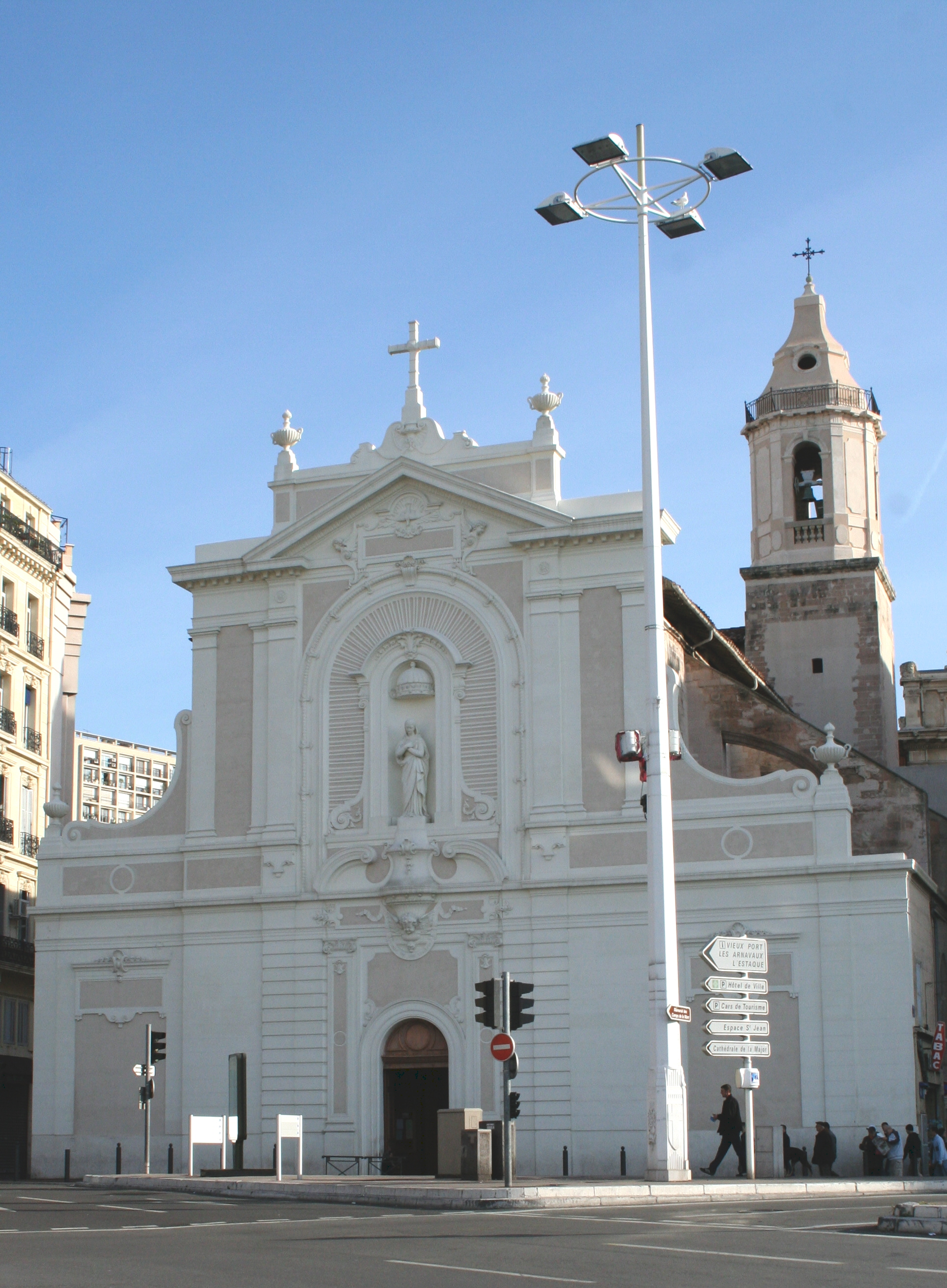

马赛奥斯定会教堂（法語：Église Saint-Ferréol les Augustins）是位于法国普罗旺斯-阿尔卑斯-蓝色海岸大区罗讷河口省马赛第二区马赛老港的罗马天主教堂区教堂，隶属于天主教马赛总教区。这座教堂自2017年9月起由马赛总主教委托给耶稣会运营。
教堂地址为比利时滨海路（quai des Belges），介于在博塞特街（rues du Beausset）、伊丽莎白女王街（rue de la reine Élisabeth）和奥斯丁街（Rue des Augustins）之间。
该教堂建于1447年至1588年间，立面完成于1874年，为哥特式建筑风格。

## 历史
这个地点最初的建筑属于圣殿骑士团所有。1369年，奥斯定会修士得到了这座房屋，在这里一直到法国大革命。1447年，修道院教堂开始建造，使用捐赠的一艘废弃船只的木材，制作框架。1533年10月28日，尚未完成的教堂接待了教宗克勉七世和他的侄女凯瑟琳·德·美第奇，后者来到法国，嫁给未来的法国国王亨利二世。1542年1月15日，教堂举行祝圣仪式，当时中殿还只有简单的木制框架覆盖。由于奥斯定会经费紧张，教堂到1588年才完工。
这座建筑位于港口以东，最初与老城区相距甚远，1666年路易十四下令扩建后，它位于新城镇的中心。奥斯定会教堂没有雄伟的立面，正门向北。
在旧政权时期，有好几个行会都使用奥斯定会教堂来庆祝他们主保圣人的瞻礼。普罗旺斯的面包师行会在这座教堂里有一座小堂，其成立日期为1489年7月5日。他们的主保圣和诺莱塞（Saint Honoré）瞻礼日为5月16日。铁匠行会有一座献给圣安利日（saint Éloi）的祭坛，在12月1日庆祝。这里还汇集了铁匠、马具制造商和车身制造商。码头搬运工建造了一座供奉宗徒圣伯多禄的祭坛，因为他代表着携带天堂的钥匙，而搬运工则携带着这个世界的财富。锡匠的主保是圣若望，他们的节日是在6月12日，7月29日他们也在这座教堂聚会。
教堂里有许多墓地，在中殿的地下室大约有115个坟墓，还有位于祭坛附近的修士墓地，以及在侧堂中建立的贵族家庭或行会的墓地。
在法国大革命期间，1791年7月8日，公社理事会曾提议拆除教堂，因为它位于港口附近，出售它会带来很多钱。1791年8月16日，制宪会议的一项法令，将该教堂定为一个堂区的所在地，名为圣奥斯定堂区。建筑师庞日（Ponge）制定了几个规划，其中包括1793年规划，计划拆除教堂的东部，来扩宽奥斯丁街（今博塞特街）。。同样，修道院被夷为平地，除了毗邻教堂咏经席和钟楼的部分，以便开辟一条新奥斯丁街（rue neuf des Augustins），即今日的奥斯丁街。1796年7月20日，教堂卖给了商人查理·吉诺（Charles Guinot），但后来他因未支付要价而失去了权利。1799年4月9日，该建筑物用于饲料服务。大约在1801年，拆除了第五跨并建造了新的立面。
1794年，位于圣菲雷奥街尽头圣菲雷奥广场（place Saint Ferréol）的圣藩来禄堂（église Saint Ferréol）被拆除。1803年，西切主教将教堂名改为“圣藩来禄奥斯定”（Saint Ferro les Augustins）。1874年，立面以新古典主义风格重建。

## 现状

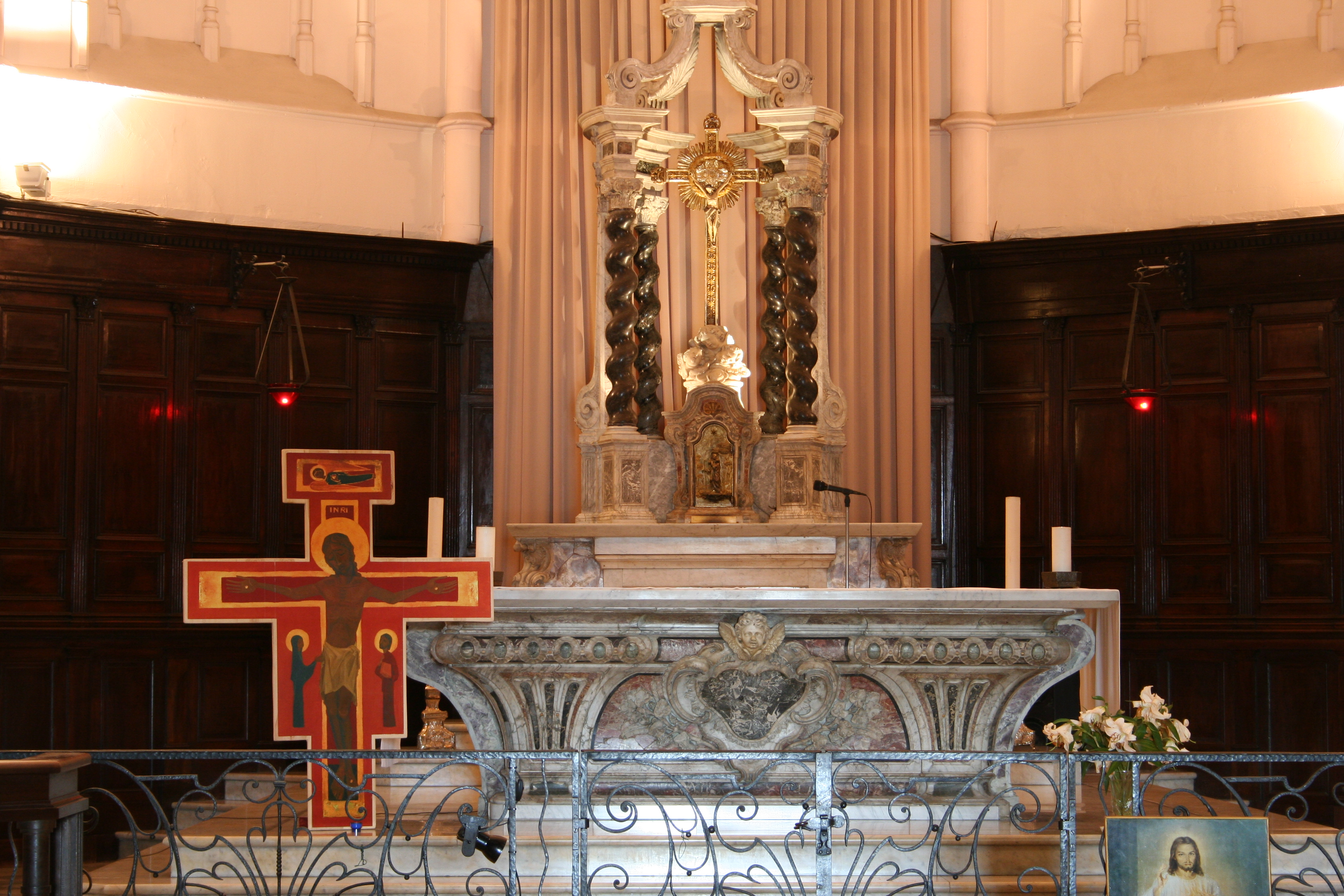
正祭台

教堂现有一个中殿和六个小堂，两侧各有三个，每个小堂都有独特的装饰。
- 在左侧第一小堂，有一块黑色大理石，支撑着蒙托利亚家族的陵墓。
- 左侧第二小堂
- 左侧第三小堂，马泽诺德家族墓。
- 右侧第一小堂
- 右侧第二小堂有两座雕像：右边是圣女贞德 ，由路易·博蒂内利（法语：Louis Botinelly）雕刻。这件作品让人想起他为马赛圣文生堂创作的作品。左边是圣婴耶稣德兰，由以利亚·约翰·维兹（法语：Élie-Jean Vézien）雕刻。
- 右侧第三小堂

讲道台由雕刻木材制成，可以追溯到17世纪，1911年9月30日列为法国历史遗迹。

教堂内部
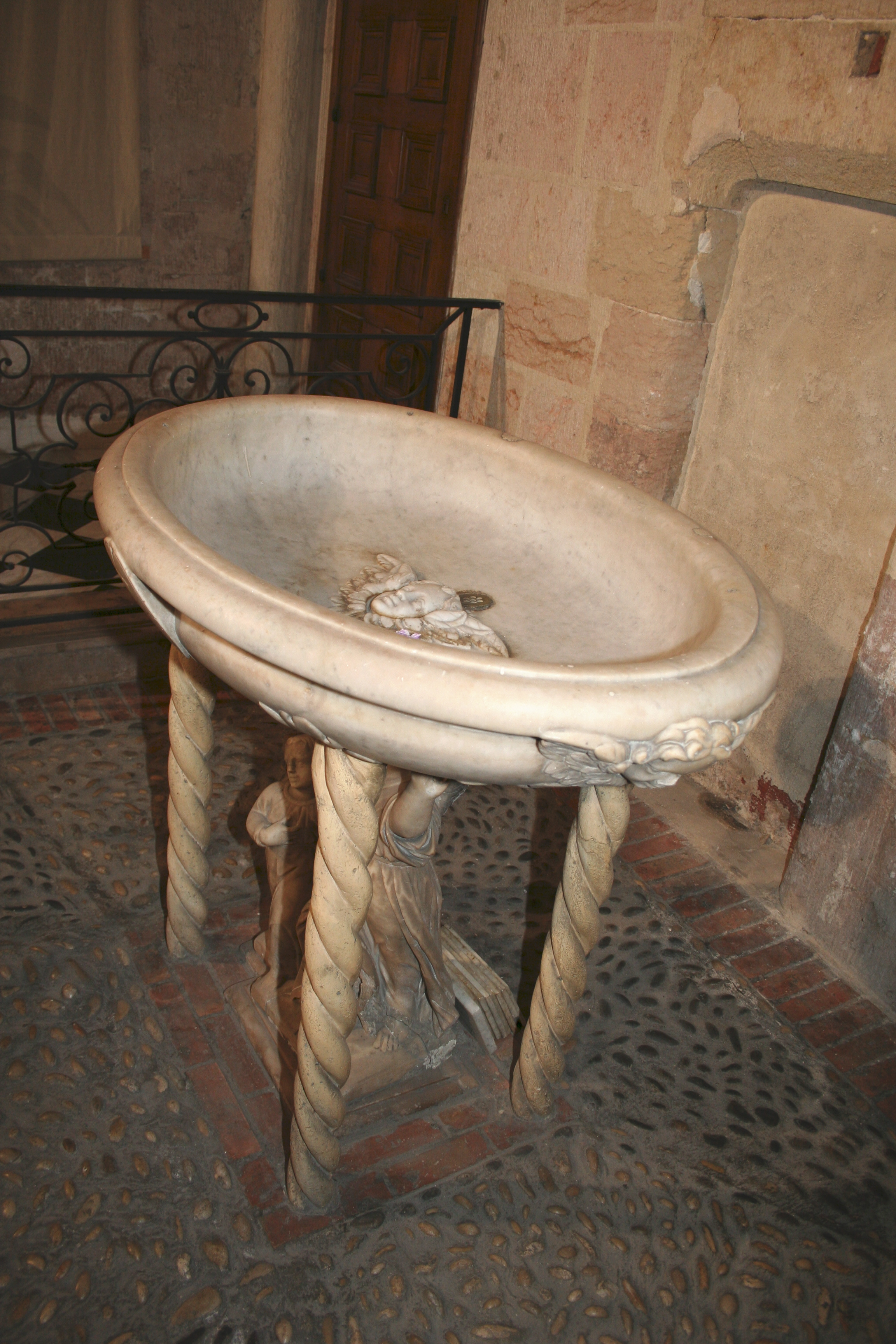
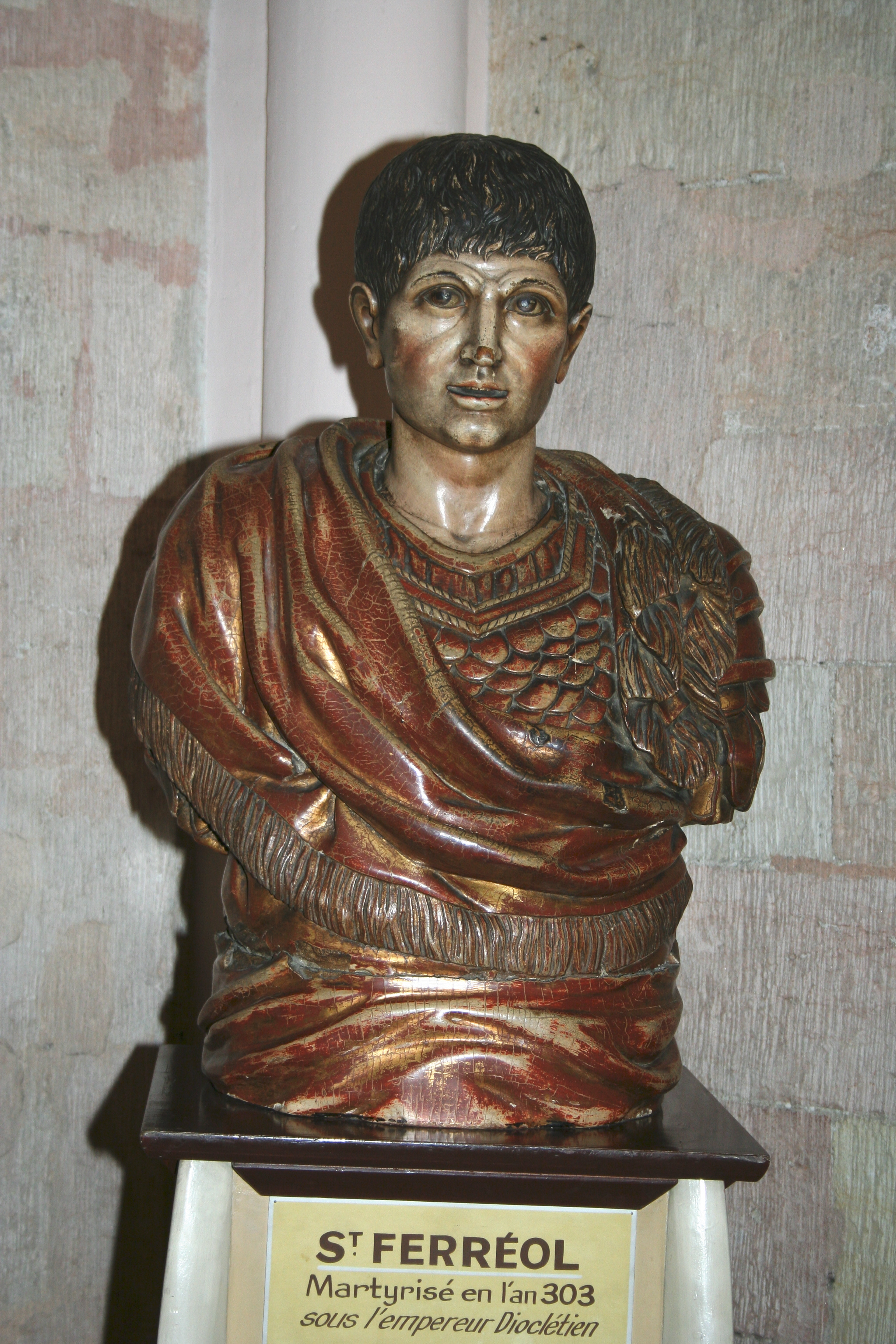
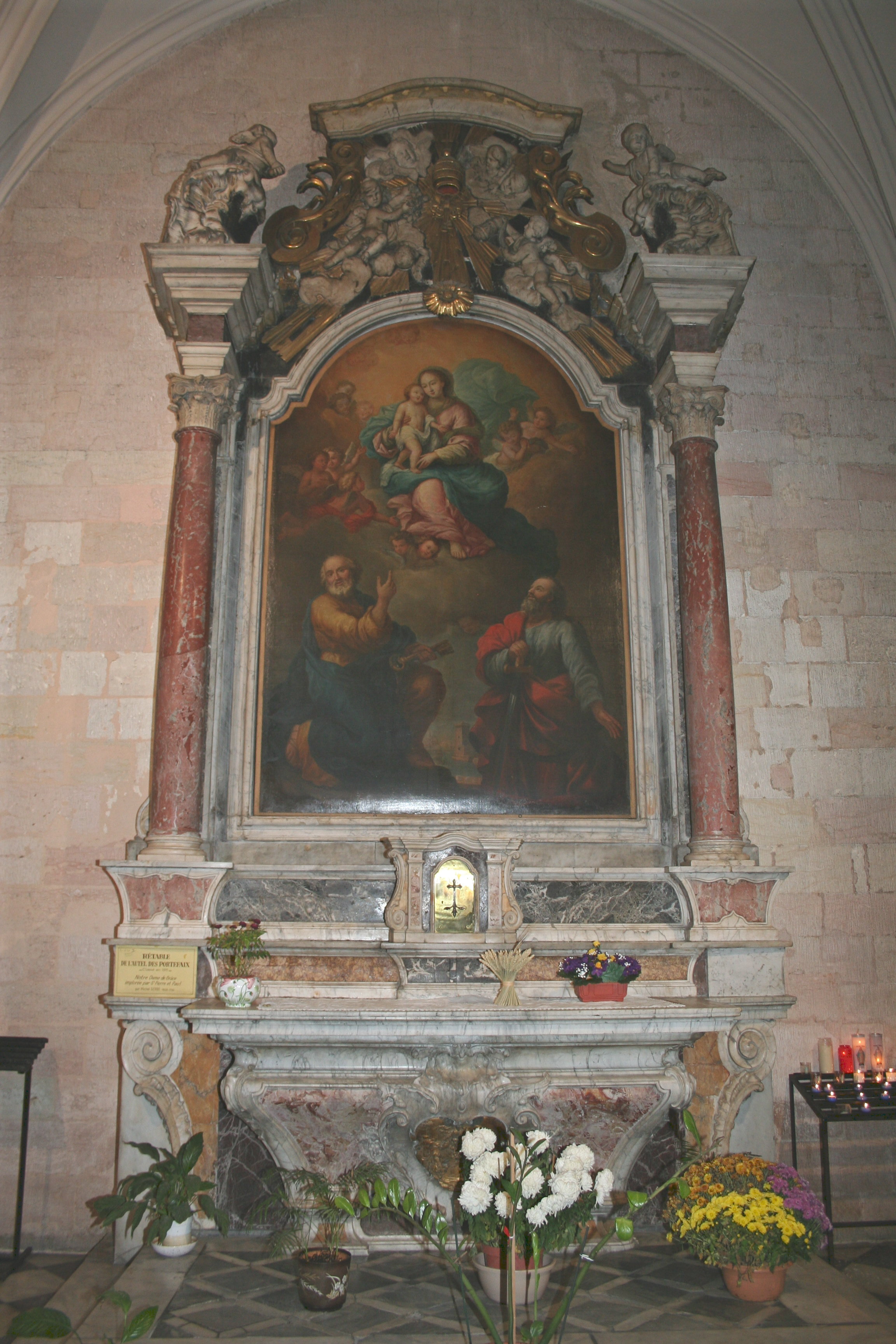
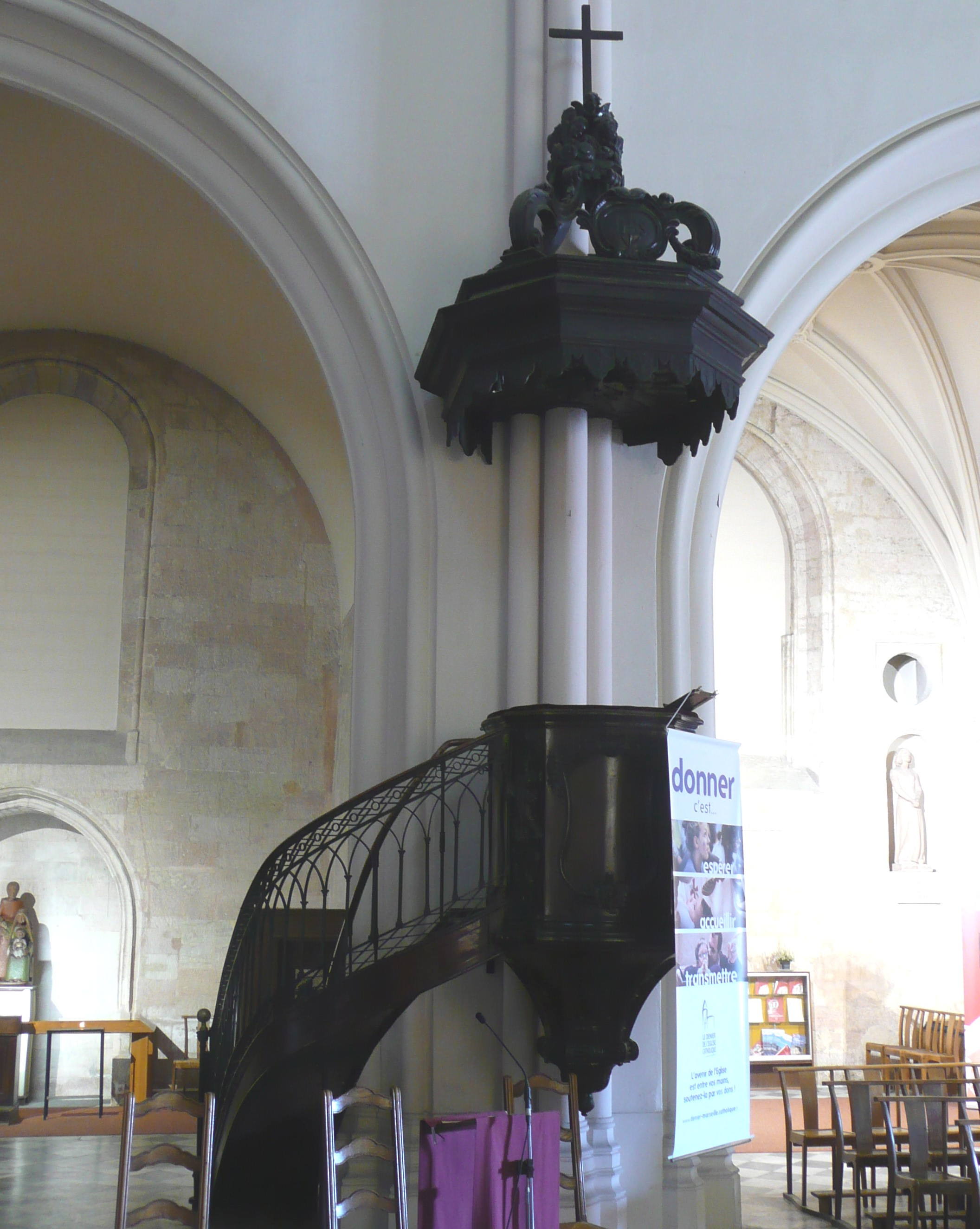
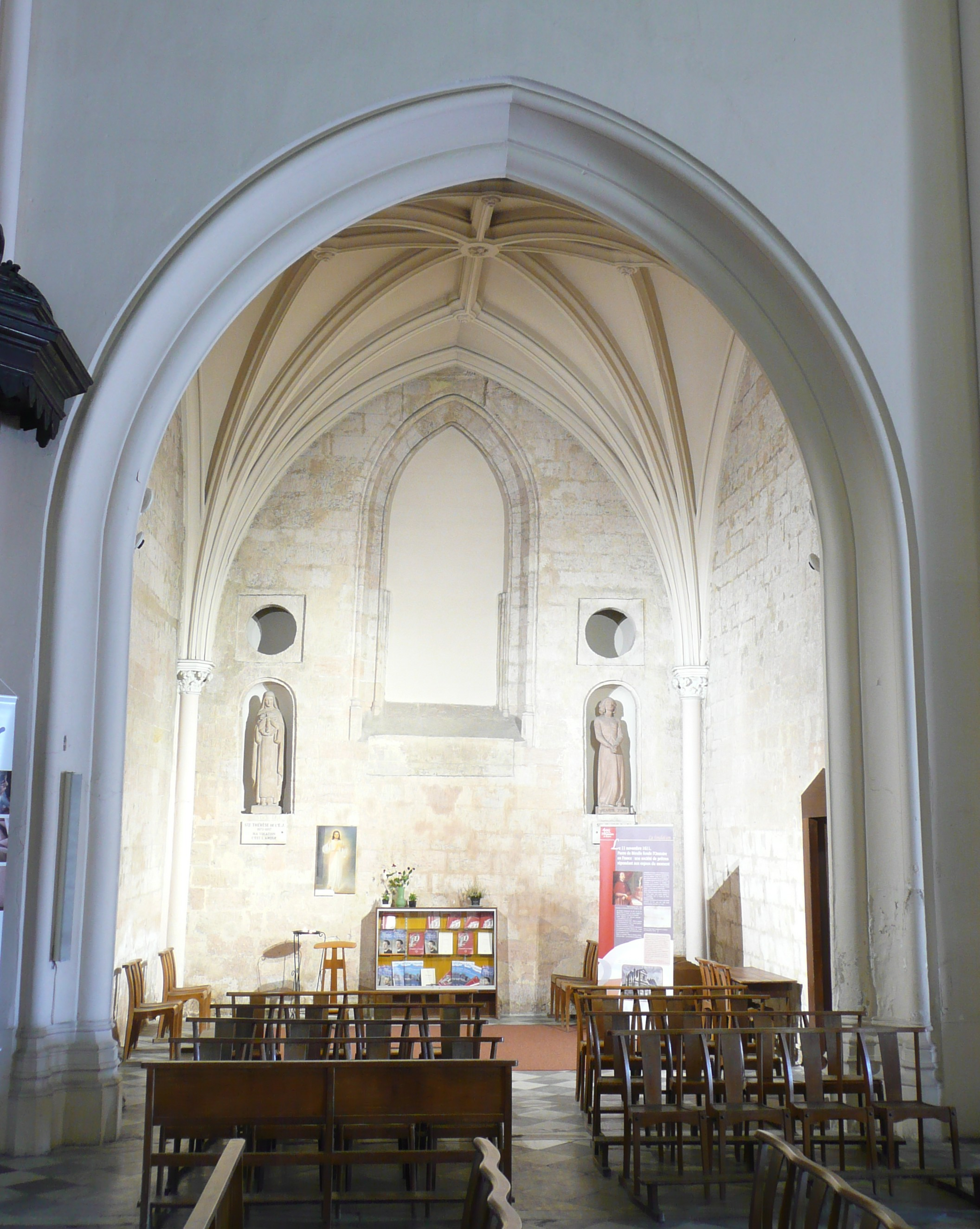
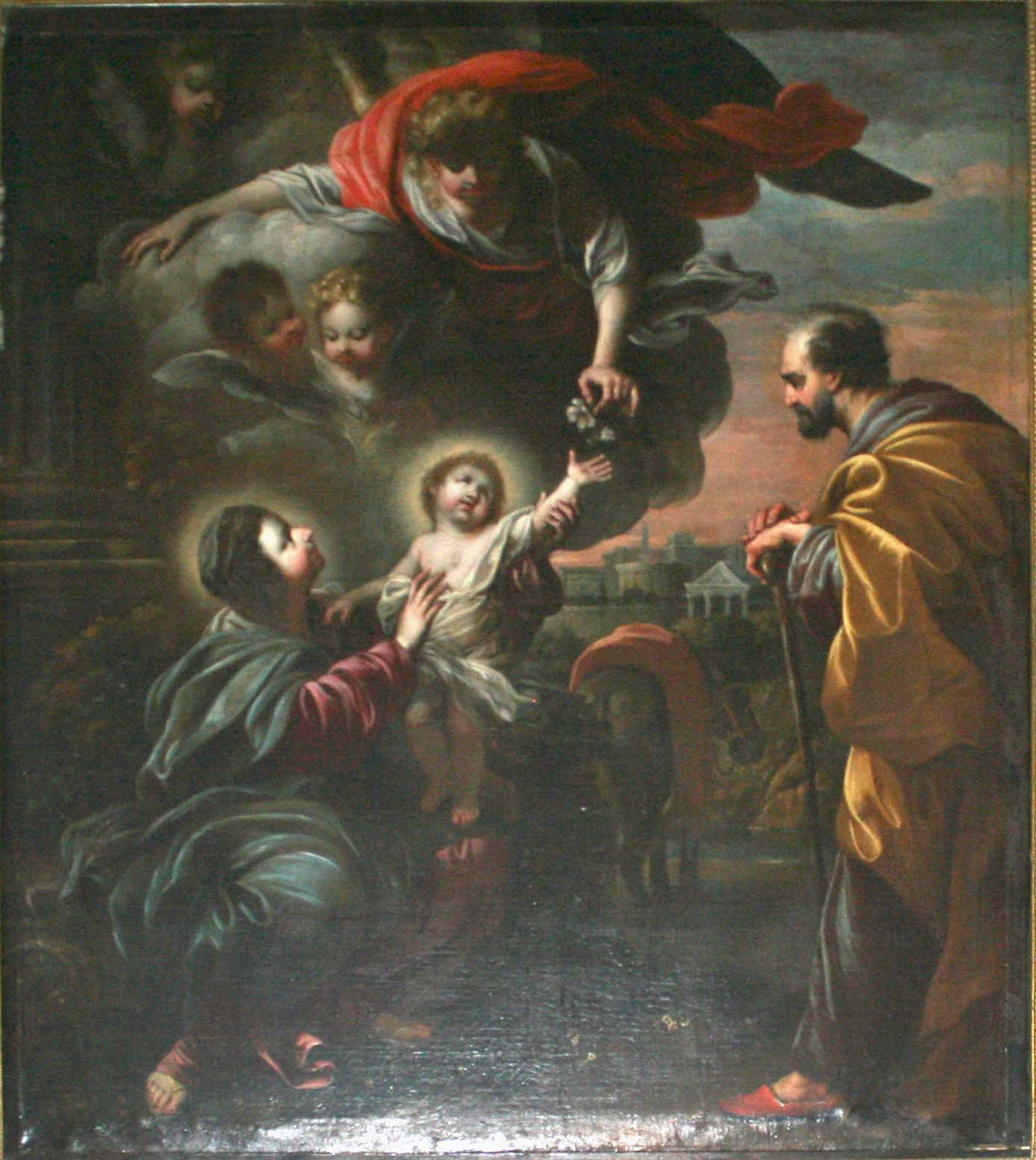

## 教堂平面图

教堂平面图

平面图图例：
1- 正祭台。2-圣奥斯定雕像。3- 圣藩来禄雕像。6-蒙托利亚家族墓。7-马泽诺德家族墓。10-圣藩来禄半身像。13-圣女贞德雕像。16-圣家雕像。17-管风琴。18-象牙十字架。